# إدواردو يانيز
إدواردو يانيز (بالإسبانية: Eduardo Yáñez)‏ (25 سبتمبر 1960 في مدينة مكسيكو) هو ممثل مكسيكي.
ترعرع يانيز في مدينة مكسيكو لدى أمه وزوجها. كان في صباه يحلم بأن يُصبح لاعب كرة قدم محترف. بدأ عمله لدى شركة الإعلام التلفزيونية المكسيكية، ومن خلال عمله استطاع الحصول على أولى أدواره في المسلسلات المكسيكية، اشتهر في البلاد العربية من خلال مسلسل مهما كان الثمن الذي تم إنتاجه عن 1990 وقام فيه بدور أليخاندرو ألداما، كما يعتبر المسلسل من أول الأعمال المدبلجة التي عرضت عربيا وحقق نجاحا باهرا في المكسيك وخارجها. انتقل إلى الولايات المتحدة عام 1991 حيث عمل على اثنين من المسلسلات التلفزيونية، مسلسل ماريلينا ، ومسلسل وغوادالوبي الذي تم إنتاجه عام 1994. مثل يانيز في ثلاثة عشر مسلسلا. تزوج زوجته الأولى، نورما أدريانا غارسيا، في عام 1987. وكان لديهم ابن اسمه ادواردو يانيز الابن انفصل عن زوجته بعد ثلاث سنوات. فاز بجائزة إيمي عن مسلسل غوادالوبي كأفضل ممثل.

## وصلات خارجية
- إدواردو يانيز على موقع IMDb (الإنجليزية)
- إدواردو يانيز على موقع ألو سيني (الفرنسية)
- إدواردو يانيز على موقع أول موفي (الإنجليزية)
- إدواردو يانيز على موقع قاعدة بيانات الأفلام السويدية (السويدية)
- إدواردو يانيز على موقع قاعدة بيانات الأفلام السويدية (السويدية)
- إدواردو يانيز على موقع قاعدة بيانات الفيلم (الإنجليزية)
- إدواردو يانيز على موقع كينوبويسك (الروسية)

- الموقع الرسمي